# Albert A. Stahel
Albert Alexander Stahel (* 3. März 1943 in Zürich; heimatberechtigt in Zürich und Turbenthal) ist ein Schweizer Politik- und Wirtschaftswissenschafter, Professor für Strategische Studien an der ETH Zürich und der Universität Zürich, Autor zahlreicher Fachbücher zur Geopolitik und Geostrategie und Politiker (SD, vorher GLP, früher SVP).

## Leben
Nach dem Lizentiat der Wirtschaftswissenschaften an der Universität Zürich von 1970 absolvierte Stahel von 1972 bis 1973 einen Studien- und Forschungsaufenthalt an der University of Lancaster. 1973 erwarb er den Doktor für Wirtschaftswissenschaften an der Universität Zürich. Von 1973 bis 1979 war er Leiter der Forschungsstelle für sicherheitspolitische Grundlagenstudien an der Zentralstelle für Gesamtverteidigung in Bern und von 1975 bis 1979 Lehrbeauftragter an der Hochschule St. Gallen (HSG).
1979 habilitierte er sich an der Universität Zürich in politischen Wissenschaften mit dem Schwerpunkt Strategische Studien. Von 1980 bis 2006 war er hauptamtlicher Dozent für Strategische Studien an der Militärakademie der ETH Zürich und von 1986 bis 2010 las er als Titularprofessor an der Universität Zürich im Rahmen der Politikwissenschaften. Von 1989 bis 1992 lehrte er Internationale Beziehungen an der Abteilung für Politikwissenschaften der Universität Genf.
2006 gründete er das Institut für Strategische Studien in Wädenswil. Das Institut publizierte regelmässig Artikel und Beiträge zu den Themen Strategie und Kriege der Gegenwart. 2019 schloss das Institut.
Ab 2006 war er Geschäftsführer und Vizepräsident des Forums «Humanitäre Schweiz».
Am 31. Januar 2010 wurde er für die SVP in den Gemeinderat von Wädenswil gewählt. Im Mai 2011 trat er zu den Grünliberalen über, weil er im Gegensatz zur SVP nach der Nuklearkatastrophe von Fukushima für einen Atomausstieg war. Da die GLP aber gegen die Beschaffung des Gripen war, ohne ihn als Experten überhaupt zu konsultieren, ist er seit November 2013 Mitglied bei den Schweizer Demokraten. Im März 2014 wurde er jedoch nicht mehr als Gemeinderat wiedergewählt.
Stahel ist unter anderem Mitglied beim International Institute for Strategic Studies in London und der Clausewitz-Gesellschaft in Hamburg. Er ist verheiratet und hat zwei Kinder.

## Publikationen
Seine Forschungen und sein Tätigkeitsfeld beinhalten die schweizerische Sicherheitspolitik, ABC-Waffen, Airpower, Humanitäre Interventionen, Konfliktlösungsstrategien, Nation-Building, Nuklearstrategie, Luftkriege, zeitgenössische Konflikte und Kriege, Asymmetrische Kriegführung, den Terrorismus, die Guerilla-, Bürger und Stammeskriege und die Organisierte Kriminalität. Seit 2003 hat er insbesondere die strategische Entwicklung im Irak und in Afghanistan analysiert. Er verbrachte verschiedene Forschungsaufenthalte in Afghanistan, China, Pakistan, Russland und den USA.
- Die Anwendung der numerischen Mathematik und der Simulationstechnik bei der Darstellung des Ablaufs einer internationalen Krise. Huber, Frauenfeld 1973 (Dissertation)
- Die Anwendung von Lanchester-Modellen für die Beschreibung und die Simulation von Interaktionen im Guerillakrieg. Biblio-Verlag, 1975
- Terrorismus und Marxismus (Marxistisch-leninistische Konzeptionen des Terrorismus und der Revolution). ASMZ-Verlag, 1988
- Indirekte Strategie: Der Westen und Gorbatschow, Zürich 1989
- Luftverteidigung – Strategie und Wirklichkeit. mit einem Vorwort von Kaspar Villiger, Vdf Hochschulverlag, Zürich 1993
- mit Pierre Allen und Dieter Kläy: Sowjetische Geheimdokumente zum Afghanistankrieg (1978–1991). Vdf Hochschulverlag, Zürich 1995
- Strategisch denken. Ziel – Mittel – Einsatz in Politik, Wirtschaft und Armee. vdf Hochschulverlag AG an der ETH Zürich, 1997
- USA – UdSSR. Die Arsenale der beiden Supermächte 1945–1982. Huber Verlag, 1983
- Konflikte und Kriege. Simulationstechnik und Spieltheorie. Vdf Hochschulverlag, Zürich 1999
- List? Hinterlist in unserer Zeit!. Vdf Hochschulverlag, Zürich 2000
- mit Hans Eberhart: Schweizerische Militärpolitik der Zukunft. NZZ Libro, Zürich 2000
- Simulation sicherheitspolitischer Prozesse. Anhand von Beispielen und Problemen der schweizerischen Sicherheitspolitik. Vdf Hochschulverlag, Zürich 2000
- mit Silvia Berger und Dieter Kläy: Afghanistan – ein Land am Scheideweg. Im Spiegel der aktuellen Ereignisse. Vdf Hochschulverlag, Zürich 2002
- Klassiker der Strategie – eine Bewertung. Vdf Hochschulverlag, Zürich 2004
- Widerstand der Besiegten Guerillakrieg oder Knechtschaft: Von der Antike zur Al-Kaida. Vdf Hochschulverlag, Zürich 2006